# Dylan Page
Dylan Page (nacido el 28 de marzo de 1982 en Amherst, Wisconsin) es un exjugador de baloncesto estadounidense. Con 2,03 metros de estatura, juega en la posición de alero. 

## Trayectoria
[actualizar]